# Orthetrum cancellatum
La libélula azul (Orthetrum cancellatum) es una especie de odonato anisóptero. Es una de las libélulas más extendidas.

## Hábitat
Se encuentra en manantiales, acequias, embalses o sus zonas aledañas en toda Europa exceptuando el norte de Gran Bretaña y Escandinavia, y llega a zonas de Mongolia y China en Asia.

## Descripción
La hembra es marrón amarillenta y la parte facial cefálica amarillo-verdosa se vuelve azul oscura en el macho viejo. El tórax es marrón con manchas negras y las alas son hialinas, tiene un pterostigma corto negruzco. El abdomen es amarillo con bandas negras y en el macho viejo adquiere tronos azules.